# Haus Lütcherath

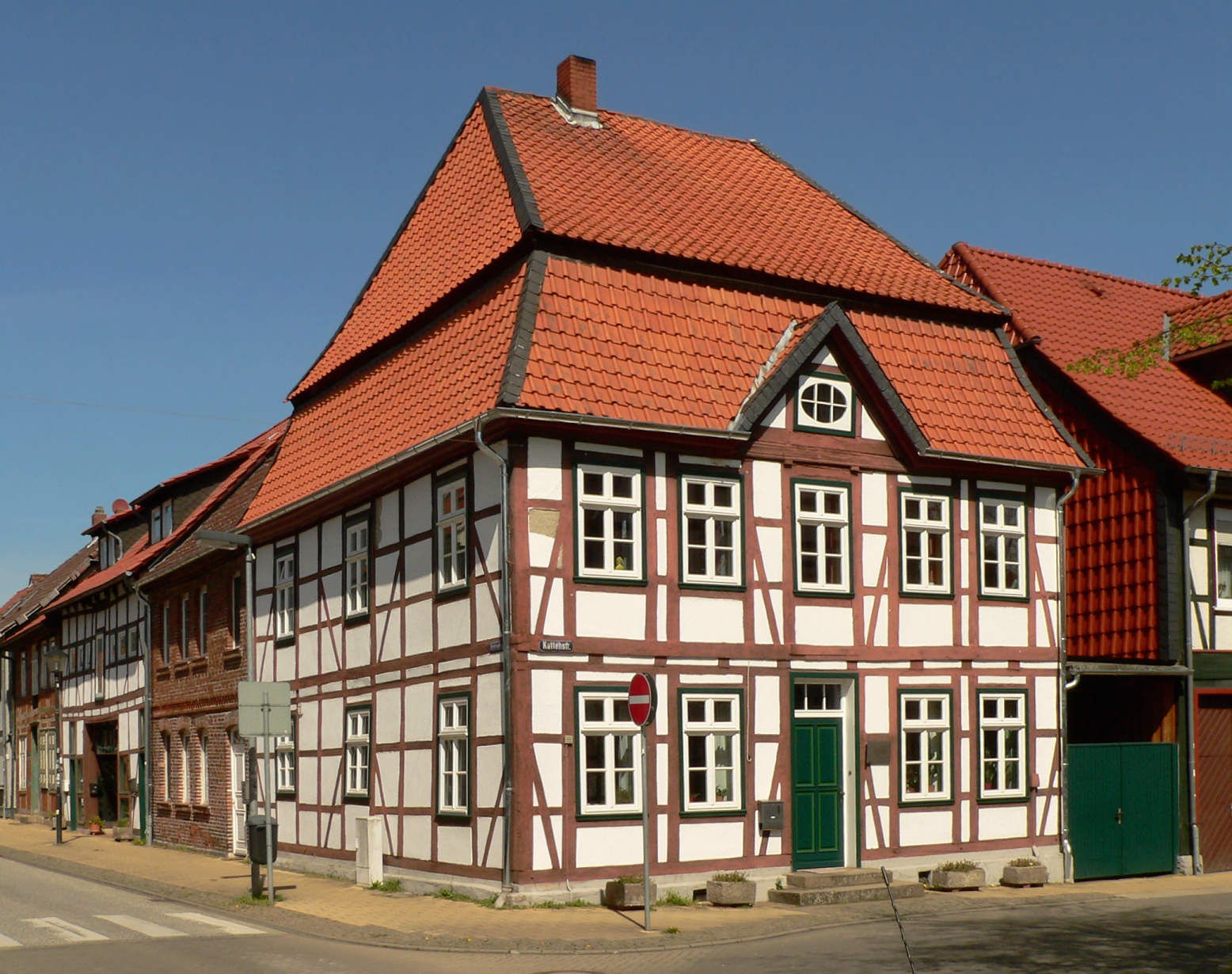
Haus Lütcherath

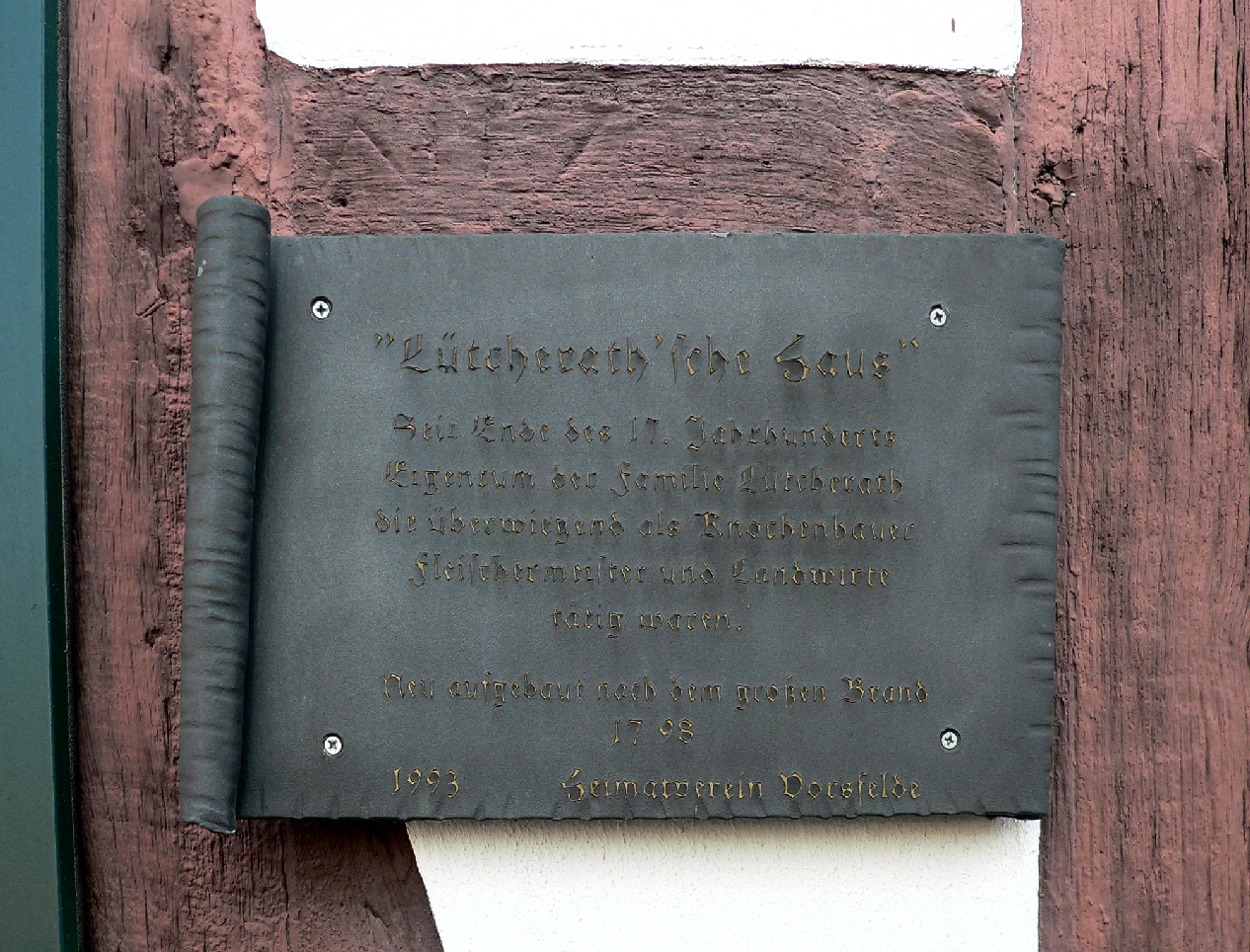
Tafel am Haus

Das Haus Lütcherath ist ein Wohnhaus im Wolfsburger Ortsteil Vorsfelde in Niedersachsen. Es wurde 1798 als Fachwerkhaus errichtet und steht unter Denkmalschutz. 
Das Gebäude ist ein zweigeschossiges Wohnhaus mit steilem Mansard-Walmdach und einem mittig angeordneten Zwerchgiebel. Der Dachboden hat drei Ebenen. In ihm befanden sich früher Räucherkammern der im Haus befindlichen Schlachterei.   
Das Haus ist ein als Ackerbürgerhaus  wiederaufgebautes Gebäude, dessen Vorgängerbau beim Ortsbrand von 1780 zerstört wurde. Der Name leitet sich vom Knochenhauermeister Johann Heinrich Ernst Lüthcherath (1700–1774) ab. Er gehörte einer seit Ende des 17. Jahrhunderts in Vorsfelde ansässigen Familie an, der das Haus bis heute gehört. Während des Zweiten Weltkriegs wurde im Gebäude eine Gebärstube eingerichtet.
Am Haus brachte der Heimatverein Vorsfelde 1993 eine Tafel mit folgender Aufschrift an: 
- Lütcherath'sche Haus. Seit Ende des 17. Jahrhunderts Eigentum der Familie Lütcherath, die überwiegend als Knochenhauer, Fleischermeister und Landwirte tätig waren. Neu aufgebaut nach dem großen Brand 1798.